# الحريث (الضليعة)
'

تعديل مصدري - تعديل

الحريث هي إحدى قرى عزلة الضليعة بمديرية الضليعة التابعة لمحافظة حضرموت، بلغ تعداد سكانها 178 نسمة حسب تعداد اليمن لعام 2004.